# Dashitou
Dashitou är en ort i Kina. Den ligger i provinsen Jilin, i den nordöstra delen av landet, omkring 270 kilometer öster om provinshuvudstaden Changchun. Antalet invånare är 65 683.
Runt Dashitou är det ganska glesbefolkat, med 36 invånare per kvadratkilometer. Det finns inga andra samhällen i närheten. Trakten runt Dashitou består till största delen av jordbruksmark.
Genomsnittlig årsnederbörd är 949 millimeter. Den regnigaste månaden är juli, med i genomsnitt 211 mm nederbörd, och den torraste är januari, med 8 mm nederbörd.